# Klapa s Mora
Klapa s Mora es un conjunto musical croata compuesto por seis cantantes masculinos de klapa, una música tradicional de Dalmacia. El grupo representó a Croacia en el Festival de la Canción de Eurovisión 2013 con la canción "Mižerja" (Miseria), aunque no pasaron a la final.

## Miembros
- Primer tenor – Marko Škugor
- Segundo tenor – Ante Galić
- Primer barítono – Nikša Antica
- Segundo barítono – Leon Bataljaku
- Bajo – Ivica Vlaić
- Bajo – Bojan Kavedžija